# Andreas Brehme
Andreas "Andy" Brehme (n. 9 noiembrie 1960, Hamburg, RFG – d. 20 februarie 2024, München, Germania) a fost un jucător german de fotbal. La nivel internațional el este cel mai bine cunoscut pentru scorul câștigător pentru Germania în finala Cupei Mondiale a FIFA din 1990 împotriva Argentinei de la o lovitură de pedeapsă de 85 minute. La nivel de club a jucat pentru mai multe echipe din Germania.
Brehme a fost capabil să joace oriunde de-a lungul flancului de pe ambele părți ale terenului și a fost cunoscut pentru capacitatea sa de trecere, ambidexteritatea și precizia sa de la lovituri libere și penalități.

## Carieră de joc

### Club
Brehme sa născut în Hamburg și a început cariera cu partea locală a orașului HSV Barmbek-Uhlenhorst.
A jucat pentru 1. FC Kaiserslautern din 1981 până în 1986, înainte de a se muta în Bayern München, unde a jucat între 1986 și 1988, câștigând Bundesliga în 1987. După aceea sa alăturat echipei italiene Inter Milano, jucând între 1988 și 1992, compatrioții Lothar Matthäus și Jürgen Klinsmann, câștigând Seria A în 1989 - numit și jucător al anului - și Cupa UEFA în 1991. Brehme a jucat sezonul 1992-93 la Real Zaragoza din La Liga, înainte de a se întoarce în Germania în 1993 a jucat pentru Kaiserslautern încă o dată. El a câștigat Cupa Germaniei cu clubul în 1996, deși au suferit retrogradări în același sezon; Cu toate acestea, Brehme a rămas cu echipa deoarece a fost retrogradat, jucând un rol cheie în promovarea imediată a echipei în următorul sezon. După ce a câștigat ulterior campionatul german la club în 1998, Brehme și-a încheiat cariera de fotbalist după ce a jucat 301 de meciuri din Bundesliga.

### Internațional
Ca membru al echipei naționale germane (West), Brehme a participat la UEFA Euro 1984, Jocurile Olimpice de Vară din 1984, Cupa Mondială de FIFA din 1986, UEFA Euro 1988, Cupa Mondială FIFA din 1990, UEFA Euro 1992 și Campionatul Mondial din 1994; a ajutat Germania să ajungă la semifinalele Euro 88, pe teren propriu marcând un gol în remiza 1-1 în fața Italiei. La Euro 1992, a câștigat o medalie de runner-up, Germania a pierdut cu 2-0 cu Danemarca în finală. Brehme a câștigat o medalie la Cupa Mondială din 1986, când Germania a pierdut finala în Argentina, dar a câștigat Cupa Mondială în 1990 împotriva acelorași adversari, fiind ulterior numit în echipa All-Star a competiției. În semifinalele din Cupa Mondială din 1986 a marcat o lovitură liberă împotriva Franței, iar în semifinale din 1990 a marcat și un gol de lovitură liberă împotriva Angliei, care a făcut de asemenea o deflecție a fundașului englez Paul Parker, cu toate acestea. În ediția din 1990 a turneului, în drum spre finală el a mai stabilit anterior obiectivul lui Klinsmann în deschiderea cu 4-1 împotriva Germaniei împotriva Iugoslaviei și a marcat al doilea gol în fața olandezului cu un colac de dreapta în a doua rundă. În finala Cupei Mondiale din 1990, o victorie cu 1-0 asupra Argentinei, a marcat obiectivul decisiv o lovitură de pedeapsă de piciorul drept. Singura altă lovitură de pedeapsă luată în joc deschis pentru Germania, a fost împotriva Angliei într-un meci de warm-up din 1986 din Mexic. Ultimul dintre cele 86 de capace ale lui Brehme  pentru echipa națională a venit în timpul Cupei Mondiale de FIFA din 1994, care sa încheiat cu o ieșire dezamăgitoare pentru ultimul trimestru al echipei sale.

## Carieră managerială
După ce sa retras din fotbal, Brehme a devenit antrenor. El a antreant fostul său club 1. FC Kaiserslautern din 2000 până în 2002, când a fost demis deoarece echipa sa era în pericol de a fi retrogradat. Acest lucru a fost văzut ca un caz de déjà vu, deoarece el face parte din echipa care a fost retrogradată în 1996, dar a rămas cu echipa și a fost o figură cheie în promovarea imediată și câștigarea titlului în anul următor. El a reușit apoi să opereze pe partea 2. Bundesliga SpVgg Unterhaching, dar a fost eliberat din contract în aprilie 2005, din nou pentru că clubul era în pericol de a fi retrogradat. A fost apoi antrenor asistent alături de Giovanni Trapattoni la VfB Stuttgart, dar ambii au fost loviți după doar câteva luni la club.

## Stil de joc
Deși mai adesea un apărător, Brehme a arătat un avantaj excepțional pentru a avansa și a găsi partea din spate a rețelei de-a lungul carierei sale, posedând o lovitură extrem de puternică și precisă cu fiecare picior; ochiul pentru gol este demonstrat de faptul că a marcat la fiecare club pentru care a jucat, precum și partea naționalei germane. Brehme a fost considerat unul dintre cei mai bune stângaci ale generației sale, deși era de obicei dispus pe partea stângă a liniei de apărare a echipei sale, era un jucator foarte versatil, capabil să joace oriunde de-a lungul flancului pe fiecare parte a terenului și ar putea juca de asemenea într-un rol mai ofensiv. A fost folosit chiar și în centrul terenului ca mijlocaș defensiv. Deși nu era foarte rapid, dar era cunoscut pentru abilitățile sale tehnice excelente stamina, abilitățile defensive, anticiparea și inteligența tactică precum și abilitatea sa de a ataca care i-au permis să acopere efectiv flancul și să contribuie la ambele capete ale pitch-ului. Brehme este considerat unul dintre cei mai mari jucători de lovitură liberă și traversari ai tuturor timpurilor și a fost cunoscut pentru abilitatea sa de a lovi mingea cu putere și fluier. Cu toate acestea, cea mai distinctivă abilitate a lui Brehme a fost faptul că el era unul dintre puținii jucători din lume care era cu adevărat ambidextru și putea juca cu ambele picioare la fel de bine făcându-l foarte valoros ca jucător în afara terenului; abilitatea lui cu piciorul a condus managerul echipei naționale, Franz Beckenbauer să spună: "L-am cunoscut pe Andy timp de 20 de ani și încă nu știu dacă este dreptaci sau stângaci". El a fost bine cunoscut pentru a lua sancțiuni (deși nu exclusiv) cu piciorul drept și luând lovituri libere și colțuri cu piciorul stâng; acest lucru la făcut destul de un jucător imprevizibi . Deși el a fost considerat drept natural stângaci, se crede că Brehme simțea că piciorul drept era de fapt mai precis decât stânga, dar că avea o lovitură mai puternică cu piciorul stâng al lui. Acest lucru a fost arătat atunci când în finala Cupei Mondiale din 1990, Brehme a luat lovitura care a câștigat trofeul din Germania de Vest cu piciorul drept. În plus față de abilitățile sale de fotbalist Brehme a fost de asemenea foarte apreciat pentru tăria lui de caracter și calmul sub presiune, precum și pentru a avea tendința de a înscrie obiectivele pentru echipa sa în jocuri importante, după cum demonstrează capacitatea sa de a înscris sancțiuni decisive în meciurile de knock-out ale Cupei Mondiale, ceea ce la determinat să fie considerat un "jucător mare de joc" în mass-media. Desi era cunoscut ca fiind un jucator tenace, el si-a facut griji pentru profesionalismul pe tot parcursul carierei sale. Matthäus la descris pe Brehme drept cel mai bun jucator cu care a jucat.

## Statistici privind cariera

### International
| Echipa națională de fotbal a Germaniei | Echipa națională de fotbal a Germaniei | Echipa națională de fotbal a Germaniei |
| Anul                                   | Meciuri                                | Goluri                                 |
| -------------------------------------- | -------------------------------------- | -------------------------------------- |
| 1984                                   | 11                                     | 1                                      |
| 1985                                   | 9                                      | 1                                      |
| 1986                                   | 8                                      | 1                                      |
| 1987                                   | 5                                      | 0                                      |
| 1988                                   | 9                                      | 1                                      |
| 1989                                   | 5                                      | 0                                      |
| 1990                                   | 13                                     | 4                                      |
| 1991                                   | 6                                      | 0                                      |
| 1992                                   | 8                                      | 0                                      |
| 1993                                   | 3                                      | 0                                      |
| 1994                                   | 9                                      | 0                                      |
| Total                                  | 86                                     | 8                                      |

### Goluri internaționale
| Goluri Internaționale | Goluri Internaționale | Goluri Internaționale        | Goluri Internaționale | Goluri Internaționale | Goluri Internaționale                                             | Goluri Internaționale                            |
| #                     | Data                  | Loc                          | Oponent               | Scor                  | Resultat                                                          | Competiție                                       |
| --------------------- | --------------------- | ---------------------------- | --------------------- | --------------------- | ----------------------------------------------------------------- | ------------------------------------------------ |
| 1                     | 28 martie 1984        | Hannover, Germania de Vest   | Uniunea Sovietică     | 2–1                   | 2–1                                                               | Meci amical                                      |
| 2                     | 17 noiembrie 1985     | München, Germania de Vest    | Cehoslovacia          | 1–0                   | 2–2                                                               | Meci amical                                      |
| 3                     | 25 iunie 1986         | Guadalajara, Mexic           | Franța                | 1–0                   | 2–0                                                               | Campionatul Mondial de Fotbal 1986 (semifinală)  |
| 4                     | 10 iunie 1988         | Düsseldorf, Germania de Vest | Italia                | 1–1                   | 1–1                                                               | Campionatul European de Fotbal 1988              |
| 5                     | 24 iunie 1990         | Milan, Italia                | Țările de Jos         | 2–0                   | 2–1                                                               | Campionatul Mondial de Fotbal 1990 (round of 16) |
| 6                     | 4 iulie 1990          | Turin, Italia                | Anglia                | 1–0                   | 1–1 (a.e.t.), 4–3 Campionatul Mondial de Fotbal 1990 (semifinală) |                                                  |
| 7                     | 8 iulie 1990          | Roma, Italia                 | Argentina             | 1–0                   | 1–0                                                               | Campionatul Mondial de Fotbal 1990 (finală)      |
| 8                     | 10 octombrie 1990     | Stockholm, Suedia            | Suedia                | 3–0                   | 3–1                                                               | Meci amical                                      |

## Palmares

### Club

#### Kaiserslautern
Câștigători:
- Bundesliga: 1997–98
- DFB-Pokal: 1995–96

Locul doi:
- Bundesliga: 1993–94
- DFB-Supercup: 1996

#### Bayern München
Câștigători:
- Bundesliga: 1986–87
- DFB-Supercup: 1987

Locul doi:
- Bundesliga: 1987–88
- Cupa Campionilor Europeni: 1986–87

#### Internazionale
Câștigători:
- Serie A: 1988–89
- Supercoppa Italiana: 1989
- Cupa UEFA: 1990–91

#### Real Zaragoza
Locul doi: 
- Copa del Rey: 1992–93

### Țara

#### Germania
Câștigători:
- Campionatul Mondial de Fotbal: 1990

Locul doi:
- Campionatul Mondial de Fotbal: 1986
- Campionatul European de Fotbal: 1992

### Individual
- Guerin d'Oro: 1989